# Jan Chrapek
Jan Chrapek CSMA né le 18 juillet 1948 à Skolankowska Wola, en Pologne et mort le 18 octobre 2001 à Stare Siekluki, est un évêque de Radom de 1999 à sa mort.
Il a été général de la Congrégation de Saint Michel Archange (1986–1992). Il est mort dans un accident de la route.